# Arndt-Dieter Thormeyer
Arndt-Dieter Thormeyer (* 28. August 1920 in Zilly; † 2013) war ein promovierter deutscher Landwirt und Offizier, zuletzt Brigadegeneral der Bundeswehr.
Thormeyer stammte aus der Provinz Sachsen. Er besuchte Schulen in Ostpommern und Hamburg, wo er sein Abitur ablegte. 1939 trat er in die Wehrmacht ein. Zuletzt bekleidete er den Dienstgrad eines Hauptmanns. 1988 veröffentlichte er die Erinnerungen Leutnant des Heeres bei Hitler. September 1941 – April 1943.
Nach dem Zweiten Weltkrieg war er landwirtschaftlicher Eleve und Jugendreferent im Deutschen Roten Kreuz. Es folgte ein Studium der Landwirtschaft an der Universität Göttingen, das er als Diplom-Landwirt abschloss. Danach war er wissenschaftlicher Berater für Pflanzenschutz in der chemischen Industrie.
1956 trat er in die Bundeswehr ein, wo er zunächst Fähnrichsausbilder war. Von 1958 bis 1959 absolvierte er den 2. Generalstabslehrgang (H) an der Führungsakademie der Bundeswehr in Hamburg. Es schlossen sich Verwendungen im Generalstab und als Bataillonskommandeur an. 1970/71 war er Kommandeur der Jägerbrigade 4 in Göttingen, von 1971 bis 1974 der Heeresoffizierschule III in München. Von 1974 bis 1980 war er Stellvertreter und Chef des Stabes des Territorialkommandos Schleswig-Holstein / Deutscher Bevollmächtigter im Bereich AFNORTH in Kiel.
1975 wurde er am Fachbereich Landwirtschaft und Gartenbau der Technischen Universität München mit der Dissertation Landnutzung für sicherheitspolitische Bedürfnisse in der Bundesrepublik Deutschland und ihre Auswirkung auf die Umweltentwicklung, dargestellt an Beispielen aus dem Freistaat Bayern zum Dr. agr. promoviert.
Er war mit einer Edlen von Xylander verheiratet und Vater von drei Kindern. Eine Tochter ist die Schauspielerin Oda Thormeyer. Seine Enkelin Rosa hat denselben Beruf wie ihre Mutter ergriffen.